# Steatoda ancora
Steatoda ancora là một loài nhện trong họ Theridiidae.
Loài này thuộc chi Steatoda. Steatoda ancora được miêu tả năm 1861 bởi Grube.